# ソウル・クラシックを歌う
『ソウル・クラシックを歌う』（原題：Bring It On Home… The Soul Classics）は、アメリカ合衆国の歌手アーロン・ネヴィルが2006年に発表したアルバム。タイトル通り、ソウルのスタンダード・ナンバーを歌った内容である。

## 背景
2005年8月、ネヴィルはハリケーン・カトリーナに被災して家を失った。その後ネヴィルは復興支援のためのコンサートで昔のソウルのヒット曲も多数歌い、そのことに関して「これらの曲に助けられながら、僕は惨劇を乗り切ったんだ」と語っている。シンプリー・レッド、ジョー・サンプル、デイヴィッド・サンボーン等の作品を手掛けてきたスチュアート・レヴィンがプロデュースしており、サンプルとサンボーンは本作のレコーディングにも参加している。
多数のフィーチャリング・ゲストを迎えた作品で、ザ・ステイプル・シンガーズの曲「リスペクト・ユアセルフ」では、本家ザ・ステイプル・シンガーズのメイヴィス・ステイプルズが参加した。

## 反響
アメリカのBillboard 200では37位に達し、ネヴィルのアルバムとしては13年振りに全米トップ40入りを果たした。『ビルボード』のR&Bアルバム・チャートでは最高20位を記録。また、インプレッションズのカバー「イッツ・オール・ライト」は『ビルボード』のアダルト・コンテンポラリー・チャートで28位に達した。

## 収録曲
1. 雨のジョージア "Rainy Night in Georgia" (James Fox, Tony Joe White) – 4:39
  - フィーチャリング：クリス・ボッティ（トランペット）
  - ブルック・ベントンの歌唱で知られる曲のカバー。
2. 消えゆく太陽 "Ain't No Sunshine" (Bill Withers) – 3:40
  - ビル・ウィザースのカバー。
3. ドック・オブ・ベイ "(Sittin' on) The Dock of the Bay" (Steve Cropper, Otis Redding) – 4:28
  - オーティス・レディングのカバー。
4. スタンド・バイ・ミー "Stand by Me" (Ben E. King, Jerry Lieber, Mike Stoller) – 3:52
  - ベン・E・キングのカバー。
5. ユー・センド・ミー "You Send Me" (Sam Cooke) – 4:14
  - サム・クックのカバー。
6. リスペクト・ユアセルフ "Respect Yourself" (Luther Ingram, Mack Rice) – 4:06
  - フィーチャリング：メイヴィス・ステイプルズ（ボーカル）
  - ザ・ステイプル・シンガーズのカバー。
7. 男が女を愛する時 "When a Man Loves a Woman" (Calvin Lewis, Andrew Wright) – 3:23
  - パーシー・スレッジのカバー。
8. レッツ・ステイ・トゥゲザー "Let's Stay Together" (Al Green, Al Jackson Jr., Willie Mitchell) – 4:03
  - フィーチャリング：チャカ・カーン（ボーカル）
  - アル・グリーンのカバー。
9. イッツ・オール・ライト "It's All Right" (Curtis Mayfield) – 3:32
  - インプレッションズのカバー。
10. ピープル・ゲット・レディ "People Get Ready" (C. Mayfield) – 4:06
  - フィーチャリング：デイヴィッド・サンボーン（サクソフォーン）&アート・ネヴィル（オルガン）
  - インプレッションズのカバー。
11. マイ・ガール "My Girl" (William Robinson Jr., Ronald White) – 3:58
  - テンプテーションズのカバー。
12. エイント・ザット・ペキュリア "Ain't That Peculiar" (Robert Rogers, W. Robinson Jr., Marvin Tarplin, Warren Moore) – 3:40
  - マーヴィン・ゲイのカバー。
13. ア・チェンジ・イズ・ゴナ・カム "A Change Is Gonna Come" (S. Cooke) – 4:10
  - サム・クックのカバー。

### インターナショナル盤ボーナス・トラック
1. ハイヤー・アンド・ハイヤー "(Your Love Keeps Lifting Me) Higher and Higher" (Gary Jackson, Raynard Miner, Carl Smith) - 3:31
  - ジャッキー・ウィルソンのカバー。
2. ブリング・イット・オン・ホーム "Bring It On Home to Me" (S. Cooke) – 4:07
  - フィーチャリング：チャールズ・ネヴィル（テナー・サックス）
  - サム・クックのカバー。

## 参加ミュージシャン
フィーチャリング・ゲストに関しては上記「収録曲」参照。
- アーロン・ネヴィル - ボーカル
- ニール・ラーセン - ピアノ、エレクトリックピアノ、オルガン
- レイ・パーカー・ジュニア - エレクトリックギター、バッキング・ボーカル
- ヘイター・ペレイラ - エレクトリックギター、アコースティック・ギター
- フレディ・ワシントン - ベース、バッキング・ボーカル
- ジェイムス・ガドソン - ドラムス、バッキング・ボーカル
- ジョー・サンプル - ピアノ、エレクトリックピアノ(#3 , #4, #5, #8, #14)
- ジャック・アシュフォード - タンブリン(#3, #6, #9, #12, #14)
- レニー・カストロ - パーカッション(#4, #5, #8, #10, #11)
- リー・ソーンバーグ - トランペット
- ダン・ヒギンズ - サクソフォーン
- デヴィッド・ウッドフォード - サクソフォーン
- バーバラ・ホーキンス - バッキング・ボーカル(#6, #9, #12, #14)
- ローザ・ホーキンス - バッキング・ボーカル(#6, #9, #12, #14)
- エセルグラ・ネヴィル - バッキング・ボーカル(#6, #9, #12, #14)
- アーロン・ネヴィル・ジュニア - バッキング・ボーカル(#6, #9, #14)
- ジェイソン・ネヴィル - バッキング・ボーカル(#6, #9, #14)
- アーノルド・マッカラー - バッキング・ボーカル(#6, #10, #14)
- フレッド・ホワイト - バッキング・ボーカル(#6, #10, #14)
- ラモント・ヴァン・フック - バッキング・ボーカル(#6, #10, #14)